# Stefanów (pole górnicze)
Stefanów (K-2) – pole górnicze, na którym powstała druga kopalnia Lubelskiego Zagłębia Węglowego
Kopalnię w rejonie Stefanowa rozpoczęto budować we wrześniu 1978. Planowana pierwotna zdolność wydobywcza miała wynosić 12 000 ton węgla dziennie, natomiast docelowa 10 000 ton. Podczas głębienia szybów napotkano bardzo ciężkie warunki hydrologiczne. Ostatecznie wykonano dwa szyby i budowę wstrzymano w lutym 1988. W roku 1989 doszło do zatopienia istniejących szybów.
Eksploatację pola Stefanów rozpoczęła kopalnia Bogdanka. W strategii firmy Lubelski Węgiel „Bogdanka” S.A. była to jedna z pierwszoplanowych inwestycji.
Pierwszy skip z węglem z pola Stefanów wyjechał na powierzchnię w sobotę, 27 sierpnia 2011 roku o godz 10:27.